# Lew Olszanski
Lew Abramowicz Olszanski, ros. Лев Абрамович Ольшанский (ur. 18 września?/1 października 1914 w Jekaterynosławiu; zm. 9 sierpnia 1995 w Moskwie) – rosyjski piłkarz, grający na pozycji pomocnika, trener piłkarski.

## Kariera piłkarska
W 1930 rozpoczął karierę piłkarską w miejscowym zespole Spartak Dniepropetrowsk. W 1932 został piłkarzem Startu Moskwa. W 1936 przeszedł do drużyny Dinamo klubowa Leningrad. W 1938 został zaproszony do Dinama Leningrad. W 1939 przeniósł się do Piszczewika Moskwa, w którym zakończył karierę piłkarza.

## Kariera trenerska
Po zakończeniu kariery piłkarza rozpoczął pracę szkoleniowca. Najpierw w latach 1948-1949 pomagał trenować Dinamo z Moskiewskiego obwodu. Od 1952 do 1953 prowadził Spartak Aszchabad. W 1954 dołączył do sztabu szkoleniowego Spartaka Taszkent, w którym najpierw stał na czele klubu, a potem do sierpnia 1957 pracował jako asystent trenera. We wrześniu 1957 został mianowany na stanowisko starszego trenera Paxtakoru Taszkent, którym kierował do 1959. Od 1960 do sierpnia 1963 ponownie pomagał trenować Spartak Taszkent. Następnie z przerwami pracował do 1978 z klubową drużyną Dinama Moskwa. W 1970 prowadził amatorski zespół Strieła Moskwa, a w 1972 Ałmaz Moskwa.
9 sierpnia 1995 zmarł w Moskwie w wieku 80 lat.